# صحيفة بيانات سلامة المادة

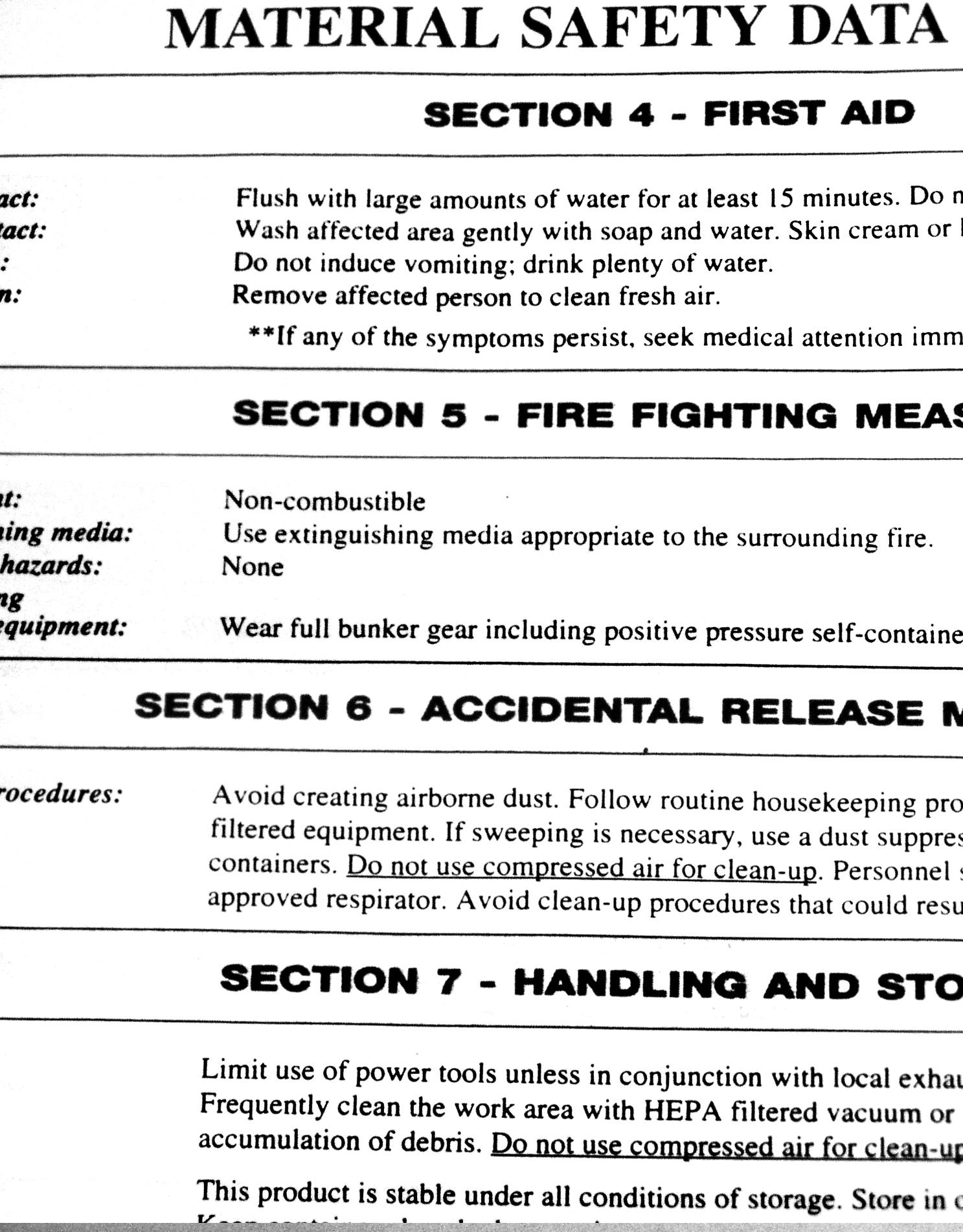
مثال عن صحيفة بيانات السلامة وفق النموذج الأمريكي، وهي دليل لمعالجة المواد الخطرة وتعطي معلومات عن تركيب وخواص المادة

صحيفة بيانات سلامة المادة (بالإنجليزية: Material safety data sheet) ويرمز لها بالرمز (MSDS)، وهي استمارة تحتوي على بيانات عن خصائص مادة معينة. وهي عنصر مهم في السلامة المهنية، فهي توفر للعمال و المسعفين إجراءات معالجة والتعامل مع هذه المادة بطريقة آمنة، ويتضمن معلومات من قبيل الخواص الفيزيائية (نقطة الانصهار، ونقطة الغليان، نقطة الوميض، إلخ)، السمية، والآثار الصحية، والإسعافات الأولية، والتفاعلية، وطريقة التخزين والتخلص منها، ومعدات الوقاية، وإجراءات التعامل معها في حالة انسكابها. يمكن أن تختلف الصيغة الدقيقة للصحيفة من مصدر إلى مصدر داخل البلد وفقا للطريقة المحددة في المتطلبات الوطنية.
إن صحيفة بيانات السلامة للمواد MSDS هي نظام واسع الاستخدام لتصنيف المعلومات عن المواد الكيميائية، والمركبات الكيميائية، والخلائط الكيميائية. قد تحتوي البيانات على معلومات تشمل تعليمات الاستخدام الآمن والمخاطر المحتملة المرتبطة بمواد أو منتجات معينة. ويمكن العثور على هذه الصحيفة حيثما تستخدم المواد الكيميائية.
ومن الواجب أيضا تصنيف المواد تصنيفا صحيحيا اعتمادا على المخاطر الفيزيوكيميائية، والصحية، والبيئية. ويمكن أن يشمل التصنيف رموز المخاطر كما هي في معايير الاتحاد الأوروبي مثلا، حيث تكون ضمن مربع مائل أسود الحافات ذي خلفية برتقالية اللون، ويستخدم للدلالة على مادة ضارة.
صحيفة بيانات السلامة لمادة ليست أساسا للاستخدام من قبل عامة المستهلكين، والتركيز بدلا من ذلك على مخاطر العمل مع المواد في المواقع المهنية. على سبيل المثال، صحيفة بيانات السلامة لسائل تنظيف ما ليس مناسبا لمن يستخدمه مرة واحدة في السنة، وإنما هو في غاية الأهمية بالنسبة لشخص يستخدم هذا السائل لمدة 40 ساعة في الأسبوع.
من المهم استخدام صحيفة بيانات السلامة للمواد بحيث تكون لها نفس الصيغة في بلد التصنيع وبلد الاستخدام (مثل الدهانات التي تباع تحت أسماء تجارية مماثلة من قبل نفس الشركة). فالمنتج الذي يستخدم اسم علامة تجارية غير مسجلة ( مثل صابون سكري) يمكن أيضا أن يكون له صيغة ودرجة مخاطر تتفاوت بين مختلف المصنعين في نفس البلد.

## اقسام الصحيفة
وتنقسم صحيفة السلامة الخاصة بالمواد الكيميائية الخطرة إالى 16 جزء وكل جزء يوضح معلومات مختلفة للمادة وهى كالتالي :

### الجزء الأول: Identification
وينقسم هذا الجزء إلى قسمين :
قسم تعريفى بسيط بالمادة الكيميائية حيث يشمل اسم المادة والأسماء الأخرى لها Synonyms والعائلة الكيميائية التي تنتمى لها هذة المادة والصيغة الكيميائية والصيغة الجزيئية .
وقسم تعريفى بالشركة المصنعة حيث تشمل اسم وعنوان ورقم تليفون الشركة المصنعة والموزعة لهذه المادة، وأسماء الأشخاص المعنيين بهذه الشركة والذين يتم الاتصال بهم في حالات الطوارئ.

### الجزء الثاني: Hazards identification
وتوضح مكونات المنتج أو المادة والأسماء الشائعة لها common names والتركيز بالنسبة المئوية ورقم تسجيل المواد الكيميائية المعروف بـ CAS number

### الجزء الثالث: Composition/information on ingredients
ويتضمن هذا الجزء على درجة الخطورة IMDG class والملصقات الواجب وضعها على المادة أو المنتج ومجموعة التعبئة packaging group وتشمل أيضاً تحذيرات السلامة وتحذيرات وقائية والمخاطر الصحية المحتملة من جراء التعرض لتركيز أعلي من التركيز الآمن لهذه المادة، كذلك الطريقة التي تؤثر بها المادة علي الإنسان سواء عن طريق الجلد، التنفس، البلع، .... ، كذلك الأعضاء البشرية المستهدفة بواسطة هذه المادة.

### الجزء الرابع: First aid measures
وتشمل الإسعافات الأولية في حالة ملامسة تلك المادة الخطرة إلى العين أو الجلد أو في حالة ابتلاعها أو استنشاقها كما يتضمن أحيانا بعض المعلومات الطبية للأطباء

### الجزء الخامس: Firefighting measures
يتضمن الكيفية التي يمكن أن تشتعل بها هذه المادة ( نقطة الوميض – درجة حرارة الاحتراق – الحد الأدنى والأقصى للاشتعال ) وكذلك مواد الإطفاء الواجب استعمالها لإطفاء هذه الحرائق.وأسماء المواد الكيميائية الناتجة عن الحريق وكيفية التخلص من تلك النفايات، كما يشمل التعليمات الواجب إتخادها في حالة الحريق كما يوضح ملصقات NFPA وهو المعيار الوطنى للوقاية من الحرائق

### الجزء السادس: Accidental release measure
وتتضمن آلية العمل والأحتياطات الواجب اتخاذها في حالة الانسكاب أو التسرب وكيفية معالجتها وطرق التنظيف

### الجزء السابع: Handling and storage
يشمل هذا الجزء علي معلومات عن كيفية التعامل مع المادة أثناء مناولتها وكيفية تخزينها التخزين الصحيح الآمن بعيدا عن المواد التي تتفاعل معها incompatibilities

### الجزء الثامن: Exposure controls/personal protection
وتشمل حدود التعرض المسموح بها مثل TWA - STEL والتي لا يجب ان تزيد عن تلك الحدود والأ قد تسبب عواقب وخيمة للأشخاص كما يوضح أيضا هذا الجزء معدات الوقاية الشخصية الواجب ارتدائها عند التعامل مع تلك المادة

### الجزء التاسع: Physical and chemical properties
يتضمن هذا الجزء من النشرة الخواص الفيزيائية والكيميائية للمادة مثل: اللون – الحالة – الرائحة – قابلية الذوبان في الماء – الضغط البخاري – درجة الغليان – درجة التجمد – الكثافة .....وغيرها

### الجزء العاشر: Stability and reactivity
ويوضح معلومات عن الثبات الكيميائي للمادة ونواتج الانحلال والمواد إلى تتفاعل معها ويجب تجنبها وقدرتها على تكوين البوليمرات

### الجزء الحادي عشر: Toxicological information
يحتوي هذا الجزء علي معلومات عن درجة سمومية المادة ونتائج الفحوصات التي أجريت لتحديد ذلك.
حيث توضح مقدار الجرعة المميتة LC50 – LD50 الكافية لقتل نصف حيوانات التجربة من الفئران والأرانب

### الجزء الثاني عشر: Ecological information
ويحتوى هذا الجزء على المعلومات البيئية والسمية البحرية وقدرة المادة على التنقل في التربة أو الاستمرارية أو التحلل

### الجزء الثالث عشر: Disposal considerations
يشمل هذا الجزء علي المعلومات الخاصة بالطرق الآمنة والصحيحة للتخلص من بقايا تلك المادة والعبوات الفارغة

### الجزء الرابع عشر: Transport information
وتتضمن معلومات النقل ودرجة الخطورة حسب التصنيف الدولى البحرى للمواد الخطرة IMDG class ورقم الأمم المتحدة Un number ومجموعة التعبئة والمواد الكيميائية التي يجب أبعادها عن تلك المادة

### الجزء الخامس عشر: Regulatory information
يشمل هذا الجزء من النشرة علي معلومات عن تصنيف درجة خطورة المادة حسب مواصفات ومتطلبات المنظمات العالمية مثل إدارة حماية البيئة الأمريكية.

### الجزء السادس عشر: Other information
يحتوي هذا الجزء علي أية معلومات أخرى عن المادة .

## وصلات خارجية
- MSDS امتثال للسلطة القضائية
- أين تجد صحيفة بيانات السلامة للمواد على الإنترنيت
- أسئلة متكررة عن صحيفة بيانات السلامة للمواد
- ESPI has MSDSs for many metals & their compounds
- The MSDS HyperGlossary (ILPI)
- MSDS Xchange - an online MSDS Reference library نسخة محفوظة 23 مارس 2021 على موقع واي باك مشين.
- Short-form MSDS data (Oxford University)
- SIRI MSDS Index
- MSDS Authoring FAQ (Nexreg Compliance)
- US National Institutes of Health Household Products Database, including MSDS
- MSDS and Hazard Information Online and available on CD/DVD Set
- Humorous MSDS for Dihydrogen Oxide (water).
- Summary of Safety Data Sheet Legislation in the EU, including REACH conformity.
- https://www.learnchemistry12.com/2017/01/material-safety-data-sheet-msds.html